# لوک ویلکشیر
 لوک ویلکشیر (هلندی: Luke Wilkshire؛ زاده ۲ اکتبر ۱۹۸۱) یک بازیکن فوتبال اهل استرالیا است.
وی همچنین در تیم ملی فوتبال استرالیا بازی کرده‌است.